# Шурковац
Шурковац је насељено мјесто у граду Приједор, Република Српска, БиХ. Према попису становништва из 2013. у насељу је живјело 45 становника.

## Становништво
| Демографија | Демографија | Демографија |
| Година      | Становника  | Становника  |
| ----------- | ----------- | ----------- |
| 1961.       | 936         |             |
| 1971.       | 875         |             |
| 1981.       | 686         |             |
| 1991.       | 489         |             |